# جوني كيرش
جوني كيرش (بالفرنسية: Johny Kirsch)‏ هو لاعب كرة قدم لوكسمبورغي، ولد في 26 نوفمبر 1944.

## وصلات خارجية
- جوني كيرش على موقع قاعدة بيانات كرة القدم.إي يو (الإنجليزية)